# Golden Hills
Golden Hills ist ein Census-designated place in Kern County, Kalifornien, Vereinigte Staaten. Das U.S. Census Bureau hat bei der Volkszählung 2020 eine Einwohnerzahl von 9.578 ermittelt. Im Westen grenzt Golden Hills an die Stadt Tehachapi.